# 相似短蜂介
相似短蜂介（学名：Mutilus assimilus）为半花介科短蜂介屬下的一个种。